# پائولینا خاپکو
پائولینا خاپکو (لهستانی: Paulina Chapko؛ زادهٔ ۱۵ نوامبر ۱۹۸۵) بازیگر اهل لهستان است.
از فیلم‌ها یا مجموعه‌های تلویزیونی که وی در آن‌ها نقش داشته‌است، می‌توان به فرابنفش، اتاق خودکشی، ۱۱ دقیقه، دوستان، در خیابان سپولنی، پدر متیو و هتل ۵۲ اشاره نمود.